# 深夜特急
『深夜特急』（しんやとっきゅう）は、作家・沢木耕太郎による紀行小説である。
産経新聞に途中まで連載された後、1986年5月に1巻・2巻（沢木は「第1便」「第2便」とつけている）が、1992年10月に最終巻（第3便）が新潮社から刊行された。また、新潮文庫からは6冊に分冊化される形で文庫本として出版されている。
なお、映画「ミッドナイト・エクスプレス」と本作品は内容は全くの無関係であるが、深夜特急という題名はこの映画に由来する（後述）。

## 概要
「かつてシルクロードがあったのならば、現代ならバスぐらい通っているだろう」と考えて、詳細な計画は立てずに勢いで日本を飛び出した主人公「私」の物語であり、筆者自身の旅行体験に基づいている。ただし、朝鮮民主主義人民共和国、中華人民共和国、ミャンマーなどは旅行当時入国や隣国への陸路での出国が難しかったので、起点はインドのデリーとし、終点をイギリスのロンドンとして路線バスなどの乗り合いバスだけを乗り継いで行くことにした。
当初は日本からデリーまで直行してしまうつもりだったが、途中2か所のストップオーバーが認められる航空券を手にした「私」は香港とタイのバンコクを選び、道中様々な人々と事件に出会いながら、約一年をかけてロンドンを目指すことになる。

## 影響
刊行後は、バックパッカーの間でいわばバイブル的に扱われるようになり、80年代と90年代における日本における個人旅行流行の一翼を担った。その後、台湾で中国語版、韓国で韓国語版の翻訳が出版された。あくまで個人の旅行体験記なので、旅行ガイドとしての使用には不向きだが、1970年代前半当時の交通事情、宿泊事情などを知ることもできる。さらには、途上国の貧困さの一端も巧まずして表されている。
2008年11月、作者の“一人でも多くの人にバックパッカーとなって欲しい”との願いによるエッセイ、『旅する力 ― 深夜特急ノート』が“最終便”として刊行された。
1987年、『深夜特急』が第五回日本冒険小説協会大賞ノンフィクション・評論部門大賞を受賞。1993年に『深夜特急 第三便』が第2回JTB紀行文学賞を受賞している。

## 行程
香港（イギリス領）
1974年春。デリーへの航空券のストップ・オーバーで、香港に寄る。香港は毎日が祭りのようだった。
マカオ（ポルトガル領）
香港から船で1時間でマカオ。サイコロ博奕をしてみる。しかし100ドルすり、200ドルすり…
バンコク（タイ）
バンコクは東京や香港以上にけたたましい街だった。しかし何日歩いても、バンコクという街が捉えられない。
ペナン（マレーシア）
鉄道でマレーシアへ。泊まったのは娼婦館。6組の陽気な娼婦とそのヒモたち。
シンガポール（シンガポール）
白人旅行者と話す。旅は半年で終える必要はないのだ。シンガポールは香港ではないと悟る。
カルカッタ（インド）
デリー着の航空券をカルカッタ着に変えてもらった。私は香港以来の熱狂にみまわれた。カルカッタにはすべてがあった。
ブッダガヤ（インド）
静かな農村の聖地。日本寺に泊まり、アシュラム（孤児院）で暮らす。
カトマンズ（ネパール）
滞在費はインドよりさらに安いが、雨が続く。部屋でぼんやりする時間が増えていく。
ベナレス（インド）
ヒンドゥー教徒の聖地。ここは無数の死に取り囲まれている。
デリー（インド）
春に日本を出て、もう秋になっていた。デリーから抜け出さなければ。最初の計画のように、バスだけでロンドンへ。
ペシャワール（パキスタン）
パキスタンとは、なんと明るい国なのだろう。パキスタンのバスのスピードは、世界の乗り物の中でもこれほど恐ろしいものはない。
カブール（アフガニスタン）
ラマダンが終わり、みな晴れやかな顔をしている。寒さで動く事が億劫になり、数週滞在。
テヘラン（イラン）
10数ヶ国人が乗るヒッピーバスで、国境から3日かけてテヘランへ。テヘランは大都会だ。知人の磯崎夫婦と再会。
アンカラ（トルコ）
トルコ人女性へ、磯崎夫人からの手紙をあずかっていた。使者役をし、満足し、アンカラを去る。
イスタンブール（トルコ）
久しぶりの魚料理。日本に近づいている気さえする。食事に不自由しない、居心地のいい町。
アテネ（ギリシャ）
橋を渡ればギリシャ、ヨーロッパだ。茶の国からコーヒーの国へ。アクロポリスの丘で生きていたのは野良猫だけだった。
ローマ（イタリア）
ローカルバスを乗りついでローマへ。ヴァチカンのピエタは、手を伸ばせば触れられる距離に置いてある。
マルセーユ（フランス）
パリへ行けば旅はほぼ終了だ。しかし、私にはここが旅の終わりだということがどうしても納得できない。それでスペインへ。
マドリード（スペイン）
バルで酒を楽しんだり、ピンボール・ゲームをしたり。いったい俺はこんなところで何をしているのだろう。
リスボン、サグレス（ポルトガル）
ここはユーラシアの西端だ。大西洋を見て思う。私はここに来るために長い旅を続けてきたのではないだろうか。
パリ（フランス）
パリは暮らしやすかった。美しい町並み。年末年始を過ごす。そろそろ行こう。ロンドンへ。
ロンドン（イギリス）
ロンドン到着の電報を日本に打ったら旅は終わりだ。中央郵便局を探す。ところが…

## 出版
単行本
いずれも新潮社刊（1,2は産経新聞連載。3は新聞連載期間終了により未完となっていた部分を書き下ろしたもの）。
- 深夜特急第1便 黄金宮殿（1986年5月） （ISBN 978-4-10-327505-3）
- 深夜特急第2便 ペルシャの風（1986年5月） （ISBN 978-4-10-327506-0）
- 深夜特急第3便 飛光よ、飛光よ（1992年10月） （ISBN 978-4-10-327507-7）
- 旅する力 - 深夜特急ノート（2008年11月） （ISBN 978-4-10-327513-8)

文庫
いずれも新潮文庫に収められている。
- 深夜特急1 香港・マカオ （ISBN 978-4-10-123505-9）、増補新版 2020年7月 (ISBN 978-4-10-123528-8)
- 深夜特急2 マレー半島・シンガポール （ISBN 978-4-10-123506-6）、増補新版 2020年7月 (ISBN 978-4-10-123529-5)
- 深夜特急3 インド・ネパール （ISBN 978-4-10-123507-3）、増補新版 2020年8月 (ISBN 978-4-10-123530-1)
- 深夜特急4 シルクロード （ISBN 978-4-10-123508-0）、増補新版 2020年8月 (ISBN 978-4-10-123531-8)
- 深夜特急5 トルコ・ギリシャ・地中海 （ISBN 978-4-10-123509-7）
- 深夜特急6 南ヨーロッパ・ロンドン （ISBN 978-4-10-123510-3）
- 旅する力 - 深夜特急ノート （ISBN 978-4-10-123518-9）

タイトルの深夜特急はMidnight Expressの翻訳に由来しており、タイトルに悩んでいた時に沢木が見た同名の映画に由来する。映画内ではMidnight Expressは刑務所からの脱獄を示す隠語として扱われており、これを翻訳してタイトルに用いた。日本ではExpressは通例、「急行」と訳すが、特急の方が語感がいいことから「特急」にし、第一便、第二便というのも列車を意識してつけたという。他の候補として「飛光よ、飛光」というのも考えていたと回想している。
新潮社版の表紙はフランスで運転されていたアドルフ・ムーロン・カッサンドルデザインの国際寝台列車北急行のポスターが用いられている。
翻訳
本シリーズは、繁体字中国語（『深夜特急』）と韓国語（『나는 아직 도착하지 않았다』（私はまだ到着してない））にも翻訳されている。

## テレビドラマ

### 概要
1996年 - 1998年には、『劇的紀行 深夜特急』として、名古屋テレビ制作・テレビ朝日系列でテレビドラマ化。
これは、名古屋テレビ開局35周年記念番組として企画されたもので、ドキュメンタリーとドラマを複合させるという試みで、1996年から1998年にかけて一年ごとにドラマ制作と放映が行われたもので全3部作で構成される。主演は大沢たかお。主題歌は井上陽水の「積み荷のない船」。
主人公として若き日の沢木耕太郎を大沢が演じているが、ドキュメンタリーの要素を併せ持ったドラマとなっており、時代設定はドラマが撮影された1996年から1998年にかけてとなっているため「劇的紀行 深夜特急'96〜熱風アジア編〜」の中では香港がまもなく中国に返還されることが触れられている。また、「劇的紀行 深夜特急'98〜飛光よ!ヨーロッパ編〜」には日本人画家・千葉郁世がそのまま「千葉」として出演するなど、各回のドラマの本編最後には原作をもとにしたフィクションではあるものの一部実在の人物・団体の名称を使用していることが表示されている。2000年に東宝よりVHSソフト化（全3巻）され、各巻の特典映像として「おまけ 深夜特急 撮影ノート」が収録されている（ただし、表示される通貨やレートなどは収録時点でのものとなっており、また、ユーロ圏においても通貨統合前のフランやペセタなどの通貨単位で表示されている）。2002年3月20日にはソニー・ミュージックディストリビューションより、3枚組のDVDが発売されており、こちらは特典映像として沢木耕太郎のインタビューが収録されている。
なお、「劇的紀行 深夜特急」はチャンネルNECOやファミリー劇場でも放送された。

### 作品データ

#### 劇的紀行 深夜特急'96〜熱風アジア編〜
- 放送日：1996年12月8日[注 6]
- 主な出演：大沢たかお、松嶋菜々子（声の出演）、キャシー・チャウ（中国語版）（周海媚）、イーソン・チャン（陳奕迅）、そめやゆきこ、三田村周三ほか
- タイトル（VHS）：『劇的紀行 深夜特急 完全版 第1便』
- タイトル（DVD）：『劇的紀行 深夜特急 第一便・熱風アジア編』
- 日本民間放送連盟賞ドラマ部門 最優秀賞受賞
- 行程

新東京国際空港（成田空港）  － （空路） － 香港 － 深圳 － 香港 － （空路） －　バンコク（ドンムアン空港） － チュンポーン － スラタニー － ハジャイ － パダンブサール － バターワース - ペナン島 － バターワース － クアラルンプール  － マラッカ － シンガポール － （急行列車） － カルカッタ
インドのデリーからイギリスのロンドンまで、乗合バスだけでいけるか友人と賭けをした主人公（僕）は、旅行代理店で香港に格安航空券が集まることを知り、まず香港へと飛び立つ。初めての海外に胸を躍らせ、香港の熱気に魅せられるが、長居しすぎたことに気づき、急いで香港からタイ王国・バンコクへ。列車でマレー半島を南下してマレーシア、シンガポール、そして未知なるインドへ。

#### 劇的紀行 深夜特急'97〜西へ!ユーラシア編〜
- 放送日：1997年7月3日
- 主な出演：大沢たかお、渡辺哲、松嶋菜々子
- タイトル（VHS）：『劇的紀行 深夜特急 完全版 第2便』
- タイトル（DVD）：『劇的紀行 深夜特急 第二便・西へ!ユーラシア編』
- 第35回ギャラクシー賞優秀賞受賞
- 行程

カルカッタ  －  カトマンズ － ビルガンジ － ラクソール － ハジャプール － パトナ － ベナレス － サトナ － カジュラーホー － ジャーンシー － デリー － アムリトサル  － ワガー － ラホール － ラワルピンディ － ペシャワール － カイバル・エージェンシー（アフガニスタンの通過を断念） － ラホール － ムルターン － サッカル － クエッタ － クイ・タフタン － サヒダン － アルゲバム － ケルマン － シラーズ － イスファハン － テヘラン － エルズルム
ネパール・カトマンズを発った主人公（僕）は、神秘のインドへ戻り、ガンジス川に身をゆだねる。さらに西走し、最初の目的地デリーにたどり着く。そこで日本人の中年男性と知り合い、共に旅を続けた。アフガニスタンの厳しさを目にし、乗合バスでパキスタンから砂漠を越えてイランへ。アルゲバム遺跡を目にした中年男性は突然帰国すると言い出す。彼から一冊の本を手渡されたが、そこに挟まれた200ドルに気づく。様々な出会いを胸に刻み、アジアの果て、トルコを目指す。

#### 劇的紀行 深夜特急'98〜飛光よ!ヨーロッパ編〜
- 放送日：1998年1月6日
- 主な出演：大沢たかお、松嶋菜々子、千葉郁世
- タイトル（VHS）：『劇的紀行 深夜特急 完全版 第3便』
- タイトル（DVD）：『劇的紀行 深夜特急 第三便・飛光よ!ヨーロッパ編』
- 行程

エルズルム  －  トラブゾン － サムソン － アンカラ － イスタンブル － テッサロニキ － アテネ － トリポリ － スパルタ － ミストラ － スパルタ － トリポリ  － オリンピア － パトラス － （海路） － ブリンディジ － ローマ － モナコ － ニース － カンヌ － マルセイユ － バルセロナ － バレンシア － マラガ － ジブラルタル（イギリス領） － セビリア － アヤモンテ － サントアントーニオ － サグレス － サン・ヴィセンテ岬（ヨーロッパ最西端） － ロンドン
トルコに入った主人公（僕）は、ボスポラス海峡をわたってアジアからヨーロッパに移る。ギリシャからアドリア海を渡り、イタリア、モナコ、フランス、スペインを地中海沿いに走る。ジブラルタルでアフリカ大陸を眺めると、旅の最終地ポルトガルのサン・ヴィセンテ岬を目指す。そしてゴールであるロンドンへ。しかし、郵便局で待ち受けていたのは…

### スタッフ
- 原作：沢木耕太郎『深夜特急』（新潮文庫）
- 脚本：水谷龍二
- 企画・構成：源高志
- 音楽：ボブ佐久間
- 主題歌：井上陽水「積み荷のない船」
- プロデューサー：松本国昭、松嶋俊輔、猪原達三、水口みゆき、小野鉄二郎（1998年）
- 演出：小野鉄二郎（1996年、1997年）、竹村謙太郎（1998年）
- 制作：名古屋テレビ、電通、KANOX

### 関連商品
- VHS
  - 劇的紀行 深夜特急 完全版 第1便（2000年3月24日、東宝ビデオ）
  - 劇的紀行 深夜特急 完全版 第2便（2000年3月24日、東宝ビデオ）
  - 劇的紀行 深夜特急 完全版 第3便（2000年3月24日、東宝ビデオ）
- DVD
  - 劇的紀行 深夜特急 第一便・熱風アジア編（2002年3月20日、ソニー・ミュージックディストリビューション）
  - 劇的紀行 深夜特急 第二便・西へ!ユーラシア編（2002年3月20日、ソニー・ミュージックディストリビューション）
  - 劇的紀行 深夜特急 第三便・飛光よ!ヨーロッパ編（2002年3月20日、ソニー・ミュージックディストリビューション）
- 単行本
  - 劇的紀行 深夜特急'97 西へ!ユーラシア編（1997年7月、朝日出版社）
  - 劇的紀行 深夜特急'96 - '98 全記録（1998年1月、朝日出版社）

## ラジオ版
本シリーズは、TBSラジオにてラジオドラマ及び朗読番組として放送されている。

### ラジオドラマ
TBSラジオの「ラジオ図書館」で「深夜特急第一便」及び「深夜特急第二便」が放送された。主人公役は高橋長英。

### 朗読番組
『朗読・斎藤工 深夜特急 オン・ザ・ロード』（ろうどく さいとう・たくみ しんやとっきゅう オン・ザ・ロード）というタイトルで、2023年4月3日から2024年1月31日まで、基本として毎週月 - 金曜日の23:30 - 23:55に放送。斎藤工（俳優・映画監督）が本シリーズの全6巻を朗読したほか、TBSラジオが制作する番組では初めて、朗読を収録した音源をオーディオブックとして当該回の放送後にAmazonAudibleで配信している。ちなみに斎藤は、中学生の時に本シリーズを読んだことがきっかけで、香港を皮切りに世界各国への旅行を経験していた。
実際には、斎藤と沢木による放送開始記念対談の収録音源を2023年4月7日（金曜日）に放送するなど、朗読以外の特別企画を不定期で編成。同年の8月第2週（7日 - 11日）には、沢木が本シリーズの執筆秘話を語り下ろした音源を、「声のエッセイ」と称して5夜連続で放送していた。
当初は2023年9月に朗読を「完結」させることが告知されていたが、実際には翌10月以降も放送を続けた末に、2024年1月31日（水曜日）の放送をもって「完結」に至った。この日の最終回では、『アフター6ジャンクション2』（2023年10月から前枠に編成されていた生放送番組）を休止したうえで、放送枠を22:00 - 23:55に拡大している。
| TBSラジオ 平日 23:30 - 23:55                                                         | TBSラジオ 平日 23:30 - 23:55           | TBSラジオ 平日 23:30 - 23:55                                                                           |
| 前番組                                                                               | 番組名                                 | 次番組                                                                                                 |
| ------------------------------------------------------------------------------------ | -------------------------------------- | --- |
| アシタノカレッジ （平日22:00 - 23:55＝25分縮小 月 - 木曜日の関東ローカル放送へ移行） | 朗読・斎藤工 深夜特急 オン・ザ・ロード | アフター6ジャンクション2 （月 - 木曜22:00 - 23:55＝25分拡大） 渚のキャッ火ラジオ （金曜23:30 - 23:55） |

## ムック
2005年にスイッチパブリッシングから「coyote No.8 特集・沢木耕太郎「深夜特急ノート」旅がはじまる時」が刊行された。